# Centre Sèvres
Il Centre Sèvres è un'università privata gestita dai Gesuiti a Parigi. Nata nel 1974 dalla fusione della facoltà teologica di Lyon-Fourvière e da quella filosofica di Chantilly, è aperta alla partecipazione di religiosi e laici, sia uomini che donne. La sede sorge in rue de Sèvres, vicino alla Chiesa di Sant'Ignazio.

## Didattica
Gli statuti del centro furono approvati a Roma il 5 aprile 1979 in accordo con la costituzione apostolica Sapientia Christiana, promulgata da papa Giovanni Paolo II relativamente alle università cattoliche e alle facoltà ecclesiastiche. Il centro eroga la licenza , il master e il PhD n filosofia e in teologia.
Al 2017, l'ateneo ospitava più di 250 studenti provenienti da 40 nazioni oltre a 1.750 uditori, in larga parte statunitensi, 40 lettori regolari e 90 lettori ospiti di origine europea.
Il Centre Sèvres aderisce all'European Credit Transfer System.

## Biblioteca e pubblicazioni
La biblioteca ospita 190.000 volumi e 850 pubblicazioni in inglese, francese, tedesco e italiano, inclusi manoscritti e edizioni a stampa datate fra il XVI e il XVIII secolo. Molti testi si riferiscono alla teologia -esegesi biblica, teologia dogmatica e fondamentale, nuove correnti teologiche, dialogo interreligioso, ecumenismo, etica e morale,  spiritualità, storia delle religioni e storia della Chiesa, storia degli ordini religiosi-, e di filosofia antica, moderna e contemporanea. Sono presenti più di 40.000 volumi relativi alla spiritualità ignaziana.
Il centro gestisce una propria casa editrice e pubblica due riviste: Recherches de sciences religieuses, fondata nel 1910 da Léonce de Grandmaison, e Archives de philosophie.